# Ла-Рошель-Норманд
Ла-Роше́ль-Норма́нд (фр. La Rochelle-Normande) — колишній муніципалітет у Франції, у регіоні Нормандія, департамент Манш. Населення — 319 осіб (2011).
Муніципалітет був розташований на відстані близько 280 км на захід від Парижа, 95 км на південний захід від Кана, 50 км на південний захід від Сен-Ло.

## Історія
До 2015 року муніципалітет перебував у складі регіону Нижня Нормандія. Від 1 січня 2016 року належав до нового об'єднаного регіону Нормандія.
1 січня 2016 року Ла-Рошель-Норманд, Анже, Шамсе, Монвірон i Сартії було об'єднано в новий муніципалітет Сартії-Баї-Бокаж.

## Демографія
Динаміка населення (Insee ):
Розподіл населення за віком та статтю (2006):
| Стать | Всього | До 15 років | 15-24 | 25-44 | 45-64 | 65-85 | Понад 85 |
| --- | ------ | ----------- | ----- | ----- | ----- | ----- | -------- |
| Чоловіки | 132    | 36          | 16    | 40    | 20    | 20    | 0        |
| Жінки | 136    | 20          | 24    | 40    | 24    | 28    | 0        |
| \| Статево-вікова піраміда \| Статево-вікова піраміда \| Статево-вікова піраміда \| \| ----------------------- \| ----------------------- \| ----------------------- \| \| Чоловіки \| Вік \| Жінки \| \| 0 \| 85 + \| 0 \| \| 0 \| 80-84 \| 0 \| \| 4 \| 75-79 \| 0 \| \| 12 \| 70-74 \| 12 \| \| 4 \| 65-69 \| 16 \| \| 4 \| 60-64 \| 4 \| \| 12 \| 55-59 \| 0 \| \| 4 \| 50-54 \| 16 \| \| 0 \| 45-49 \| 4 \| \| 8 \| 40-44 \| 12 \| \| 4 \| 35-39 \| 4 \| \| 24 \| 30-34 \| 12 \| \| 4 \| 25-29 \| 12 \| \| 8 \| 20-24 \| 4 \| \| 8 \| 15-20 \| 20 \| \| 4 \| 10-14 \| 4 \| \| 12 \| 5-9 \| 8 \| \| 20 \| 0-4 \| 8 \| |        |             |       |       |       |       |          |
| Статево-вікова піраміда |        |             |       |       |       |       |          |
| Чоловіки | Вік    | Жінки       |       |       |       |       |          |
| 0 | 85 +   | 0           |       |       |       |       |          |
| 0 | 80-84  | 0           |       |       |       |       |          |
| 4 | 75-79  | 0           |       |       |       |       |          |
| 12 | 70-74  | 12          |       |       |       |       |          |
| 4 | 65-69  | 16          |       |       |       |       |          |
| 4 | 60-64  | 4           |       |       |       |       |          |
| 12 | 55-59  | 0           |       |       |       |       |          |
| 4 | 50-54  | 16          |       |       |       |       |          |
| 0 | 45-49  | 4           |       |       |       |       |          |
| 8 | 40-44  | 12          |       |       |       |       |          |
| 4 | 35-39  | 4           |       |       |       |       |          |
| 24 | 30-34  | 12          |       |       |       |       |          |
| 4 | 25-29  | 12          |       |       |       |       |          |
| 8 | 20-24  | 4           |       |       |       |       |          |
| 8 | 15-20  | 20          |       |       |       |       |          |
| 4 | 10-14  | 4           |       |       |       |       |          |
| 12 | 5-9    | 8           |       |       |       |       |          |
| 20 | 0-4    | 8           |       |       |       |       |          |

## Економіка
2010 року серед 181 особи працездатного віку (15—64 років) 136 були активними, 45 — неактивними (показник активності 75,1%, у 1999 році було 74,1%). З 136 активних мешканців працювало 129 осіб (69 чоловіків та 60 жінок), безробітними було 7 (2 чоловіки та 5 жінок). Серед 45 неактивних 12 осіб було учнями чи студентами, 24 — пенсіонерами, 9 були неактивними з інших причин.

У 2010 році в муніципалітеті числилось 124 оподатковані домогосподарства, у яких проживали 320,5 особи, медіана доходів виносила 17 145 євро на одного особоспоживача